# Ботаника
Ботаниката (на старогръцки: βοτάνη или паша, фураж, трева) наричана още фитология, е наука за устройството, еволюцията, разпространението, значението и класификацията на растенията, процесите в тях и взаимоотношенията им със заобикалящата ги среда. Тя изучава всички аспекти на растенията като растеж, размножаване, метаболизъм, болести и еволюция. В миналото ботаниката е изучавала и гъбите и вирусите, които в съвременнта биология са обособени съответно в микологията и вирусологията.

## Област и приложение
Както и другите форми на живот, растенията могат да бъдат изучавани на различни нива – молекулярно, генетично и биохимично, разглеждайки органелите, клетките, тъканите, органите или биологичното разнообразие на цели растения. На най-високото ниво, растенията се разглеждат в популации, съобщества и екосистеми. На всяко стъпало в тази йерархия, ботаниците се интересуват от класификацията (таксономия), структурата (анатомия) и функцията (физиология) на растенията.
В миналото ботаниците изучавали всички организми, които не били смятани за животни. Това включвало гъби (сега изучавани в микологията), бактерии и вируси (микробиология).

## История на ботаниката

### Ранна ботаника
Историята на ботаниката води началото си още от античността, с опити за класификация на растенията. Такива записи за достигнали до нас от няколко древни култури. Примери могат да се открият в древноиндийски свещени книги, антични зороастрични писания, както и в записи от древен Китай.
Елинистичния свят създава редица творби посветени на ботаниката като Historia Plantarum (История на растенията) и De Materia Medica (Медицински субстанции).
Творби посветени на ботаниката се срещат и в средновековната мюсюлманска култура в това число Ибн Вахшия (Набатианско земеделие), Абу Ханифа Динавари (828 – 896 г) Книга за растенията и Ибн Басал Класификация на почвите.

### Ранната модерна ботаника
Немският лекар Леонхарт Фукс (1501 – 1566 г) е един от тримата бащи на модерната ботаника наред с Ото Брунфелс (1489 – 1534 г) и Йероним Бок (1498 – 1554 г).
Валерий Кордус (1515–1554) създава през 1546 епохален труд фармакопеята Dispensatorium. През 16 век италианеца Улисе Алдрованди прилага научен подход за изучаване на растенията. През 1665 г с помощта на ранния микроскоп Роберт Кук открива клетките в карка, а малко по-късно и в живи растения. Германците Якоб Теодор Клайн и Леонхарт Фукс, швейцарецът Конрат фон Геснет и британецът Никълъс Кълпепър публикуват своите трудове върху медицинските приложения на билките.
През 18 век класификационната система на растенията е изкуствена и обслужва единствено нуждите за идентифицирането им. В нея растенията са групирани по таксони в зависимост от малко на брой, лесно различими белези. Последствията от това е една систематика, която в голямата си част не отразява естествената филогенетична връзка между растенията. С пристигането в Европа на огромен брой новооткрити растения от различните части на света към колониалните империи, много на брой растения стават обект на изследване, което налага и преосмисляне на класификационната им система.
През 1754 Карл Линей поделя растителното царство на 25 класа. Един от тях Cryptogamia, включва всички растения с прикрити репродуктивни части мъхове, папрати, водорасли и гъби.
С нарастващото познание за анатомията, морфологията и жизнения цикъл води осъзнаването, че съществуват повече естествени връзки между растенията от половата система използвана от Линей. Адансон (1763), Антони де Юсей (1789) и Кандол (1819) предлагат различни алтернативни, естествени систематики, които са добре приети повсеместно. Идеята за естествен отбор като движещ механизъм на еволюцията води до изучаването на еволюционните връзки филогенетичната класификация на растенията.
Сериозен тласък на ботаниката дава първата „модерна“ клига на, Матиас Шлайден Grundzuge der Wissenschaftlichen (Основен куср на познанието), издадена в Англия през 1849 под името Principles of Scientific Botany (Принципи на научната ботаника).

### Модерна ботаника
Значителна част от съвременните познания за растенията са получени чрез изучаването на моделни растения като Arabidopsis thaliana. Този плевел от семейството на синапа е един от първите, чийто геном е секвениран. Секвенирането на оризовия (Oryza sativa) относително малък геном, както и широкото международно изследване го превръща във важен модел за изучаването на житни/трева/едносемеделни. Друг тревист вид Brachypodium distachyon също спомага за изучаването на генетичните, клетъчните и молекулярно биологичните особености на растенията от умерения пояс. Chlamydomonas reinhardtii (едноклетъчно зелено водорасло) е друг растителен модел с изключителни заслуги за изучаването и разбирането на тайните на клетъчната биология.
През 1998 е публикувана филогенията на цветните растения основана на анализа на ДНК секвенции на повечето семейства на покритосеменните. в резултат на това мащабно изследване получиха отговор важни въпроси като кое семейство е най-ранния представител в генеалогията на покритосеменните. Знаейки филогенетичната връзка между растенията учените могат по-лесно да проследят процеса на еволюция при растенията като разгадаят неговите най-интимни тайни.

## Клонове на ботаниката
- Анатомия на растенията – наука, изучаваща вътрешното устройство на растенията;
- Бриология - изучава мъхове, чернодробни мъхове и папрати
- Еволюция на растенията – изучава (проследява) развитието на растенията през различните геоложки времена и до днес както и някои смели предположения за бъдещето на растителния свят;
- Екология – проучва отношенията между организмите както и между тях и околната среда.
- Лесовъдство – изучава рационалното използване на горите
- Криптоботаника – псевдо наука изучаваща несъществуващи според общоприетата наука растения
- Морфология – наука, изучаваща външното устройство на растенията;
- Палеоботаника – изучава фосилните растения
- Палинология - изучава полените и спорите
- Растениевъдство – изучава културните растения
- Систематика на растенията (фитосистематика) – изучава класифицирането на растенията в систематични единици (таксони) според общи белези;
- Физиология на растенията (фитофизиология) – изучава процесите, извършващи се в растителните организми;
- Фитогеография – занимава се с разпространението на растенията;
- Фитопатология – болестите по растенията

Съществуват и науки, представляващи клонове на тези изброени ботанически науки. Такива са: фитоцитология, фитохистология и др.

## Бележити ботаници
- Теофраст (c. 371 – c. 287 пр. Хр.), баща на ботаниката.
- Педаний Диоскурид (около. 40-90 сл. Хр.), лекар, фармацевт, токсиколог и ботаник, автор на Περὶ ὕλης ἰατρικής (De Materia Medica).
- Абу Ханифа Динавари (828-896), персийски ботаник, историк, географ и т.н.
- Абу ал-Абас ал-Набати (c. 1200), андалуски ботаник и агроном, пионер в експерименталната ботаника.
- Ибн ал-Байтар (у. 1248), Андалуски учен, ботаник, фармацевт, лекар автор на една от най-големите ботанични енциклопедии.
- Леонардо да Винчи (1452–1519).
- Карл Линей (1707–1778), шведски ботаник, лекар, зоолог създател на бинерната номенклатура. Баща на съвременната таксономия и екология.
- Еме Бонплан (1773–1858), френски изследовател и ботаник, придружил Александър фон Хумболт в Южна Америка.
- Огюстен Пирам дьо Кандол (1778–1841), идеолог на „войнствена природа“, повлиял Чарлз Дарвин.
- Дейвид Дъглас (1799–1834), шотландски ботаник и изследовател на Северна Америка и Китай, донесъл множество растения в Европа.
- Джоузеф Далтон Хукър (1817–1911), английски ботаник и изследовател.
- Ричард Спрюз (1817–1893), английски ботаник и изследовател на амазонската флора.
- Грегор Мендел (1822–1884), монах и учен изследвал наследствеността на белезите при градинския грах. Баща на генетиката.
- Томас Хъксли (1825–1895), английски биолог, застъпник на дарвиновата теория.
- Чарлз Сарджънт (1841–1927), американски ботаник.
- Лутър Бурбанк (1849–1926), американски ботаник и пионер в агрономството.
- Л.Дж. Ф. Бръмбъл (1904–1965), английски ботаник редактор на списание Nature.
- Джордж Ледярд Стебинс, младши (1906–2000), водещ в областта на еволюционната биология на 20 век.
- Изабела Абът (1919–2010), водещ световен учен в сферата на хавайските морски треви; открила над 200 вида.